# Monacos Grand Prix 1971
Monacos Grand Prix 1971 var det tredje av elva lopp ingående i formel 1-VM 1971.  

## Resultat
1. Jackie Stewart, Tyrrell-Ford, 9 poäng
2. Ronnie Peterson, March-Ford, 6
3. Jacky Ickx, Ferrari, 4
4. Denny Hulme, McLaren-Ford, 3
5. Emerson Fittipaldi, Lotus, 2
6. Rolf Stommelen, Surtees-Ford, 1
7. John Surtees, Surtees-Ford
8. Henri Pescarolo, Williams (March-Ford)
9. Pedro Rodríguez, BRM
10. Tim Schenken, Brabham-Ford

### Förare som bröt loppet
- Jo Siffert, BRM (varv 58, oljerör)
- Jean-Pierre Beltoise, Matra (47, differential)
- Chris Amon, Matra (45, differential)
- Clay Regazzoni, Ferrari (24, olycka)
- Peter Gethin, McLaren-Ford (22, olycka)
- Reine Wisell, Lotus-Ford (21, hjullager)
- François Cévert, Tyrrell-Ford (5, olycka)
- Graham Hill, Brabham-Ford (1, olycka)

### Förare som ej kvalificerade sig
- Howden Ganley, BRM
- Mario Andretti, Ferrari
- Nanni Galli, March-Alfa Romeo
- Alex Soler-Roig, March-Ford
- Skip Barber, Gene Mason Racing (March-Ford)